# Theresa Bielowski
Theresa Bielowski (Theresa Muigg jusqu'au 22 décembre 2022), née le 15 juin 1984 à Schwaz, est une femme politique autrichienne. Elle est députée européenne de 2022 à 2024. 

## Biographie
Theresa Muigg a étudié les sciences de l'éducation, le genre, la culture et le changement social. Elle a terminé ses études en 2017 avec une thèse de maîtrise sur les facteurs d'influence et les motivations pour le choix de carrière des jeunes demandeuses d'apprentissage au Tyrol du point de vue de l'orientation professionnelle à l'Université d'Innsbruck. Elle travaille depuis 2005 pour le Service de l'emploi (AMS) du Tyrol.
Aux élections européennes de 2019, elle se présente comme la première candidate du SPÖ Tirol à la dixième place sur la liste nationale et reçoit 2 841 votes préférentiels. Elle siège au Parlement européen du 10 octobre 2022 au 15 juillet 2024 en remplacement de Bettina Vollath,.